# Piaggio P.149
Il Piaggio P.149 era un monomotore da addestramento basico ad ala bassa ad uso militare sviluppato dall'azienda italiana Piaggio Aero negli anni cinquanta e prodotto, oltre che dalla stessa, anche dalla tedesca Focke-Wulf.
Venne impiegato nelle scuole di volo per la formazione dei piloti, in ambito militare principalmente della tedesca Luftwaffe, in quello civile dalla compagnia aerea svizzera Swissair.

## Utilizzatori

### Militari
Austria
- Österreichische Luftstreitkräfte

 Germania
- Luftwaffe

 Israele
- Heyl Ha'Avir

 Nigeria
- Nigerian Air Force

acquisì 26 Focke-Wulf 149D ex Luftwaffe.
 Tanzania
- Jeshi la Anga la Wananchi wa Tanzania

acquisì 8 Focke-Wulf 149D ex Luftwaffe.
 Uganda
Ugandan Air Force

### Civili
Svizzera
- Swissair